# Scarville, Iowa
Scarville là một thành phố thuộc quận Winnebago, tiểu bang Iowa, Hoa Kỳ. Năm 2010, dân số của thành phố này là 72 người.

## Dân số
Dân số qua các năm:
- Năm 2000: 97 người.
- Năm 2010: 72 người.